# La puta y la ballena
La puta y la ballena is een Spaans-Argentijnse film uit 2004 onder regie van Luis Puenzo.

## Verhaal
Vera (Aitana Sánchez-Gijón) is een schrijfster met borstkanker. Ze weet niets meer op papier te zetten. Ze ontdekt een aantal foto's genomen door een Argentijnse fotograaf tijdens de Spaanse Burgeroorlog. Ze gaat op zoek naar de oorsprong van deze foto's en belandt zo in Patagonië. In Argentinië moet ze een mastectomie laten uitvoeren. Parallel loopt het verhaal van een prostituée, Lola (Mercè Llorens) in 1934, die een liefdesrelatie heeft met Emilio (Leonardo Sbaraglia). Vera wordt door de foto's steeds meer in dit verhaal gezogen. Synoniem voor de verhalen die in elkaar overlopen, zijn de walvissen die in beide verhalen verschijnen in Patagonië.

## Rolverdeling
| Acteur               | Personage |
| -------------------- | --------- |
| Aitana Sánchez-Gijón | Vera      |
| Mercè Llorens        | Lola      |
| Leonardo Sbaraglia   | Emilio    |
| Lydia Lamaison       | Matilde   |

## Prijzen en nominaties
De film won 3 prijzen en werd voor 7 andere genomineerd. Een selectie:
| Jaar | Evenement                      | Categorie               | Genomineerde                    | Resultaat   |
| ---- | ------------------------------ | ----------------------- | ------------------------------- | ----------- |
| 2005 | Premio Goya (19de editie)      | Beste kostuums          | Sonia Grande                    | Genomineerd |
| 2005 | Cóndor de Plata (53ste editie) | Beste mannelijke bijrol | Miguel Ángel Solá               | Genomineerd |
| 2005 | Cóndor de Plata (53ste editie) | Beste camerawerk        | José Luis Alcaine               | Gewonnen    |
| 2005 | Cóndor de Plata (53ste editie) | Beste montage           | Hugo Primero                    | Genomineerd |
| 2005 | Cóndor de Plata (53ste editie) | Beste artdirector       | Mercedes Alfonsín               | Gewonnen    |
| 2005 | Cóndor de Plata (53ste editie) | Beste kostuums          | Sonia Grande                    | Genomineerd |
| 2005 | Cóndor de Plata (53ste editie) | Beste filmmuziek        | Daniel Tarrab, Andrés Goldstein | Genomineerd |